# SKA-Chabarowsk
SKA-Chabarowsk (ros. СКА-Хабаровск) – rosyjski klub piłkarski z miasta Chabarowsk na dalekim wschodzie kraju.

## Historia
Chronologia nazw:

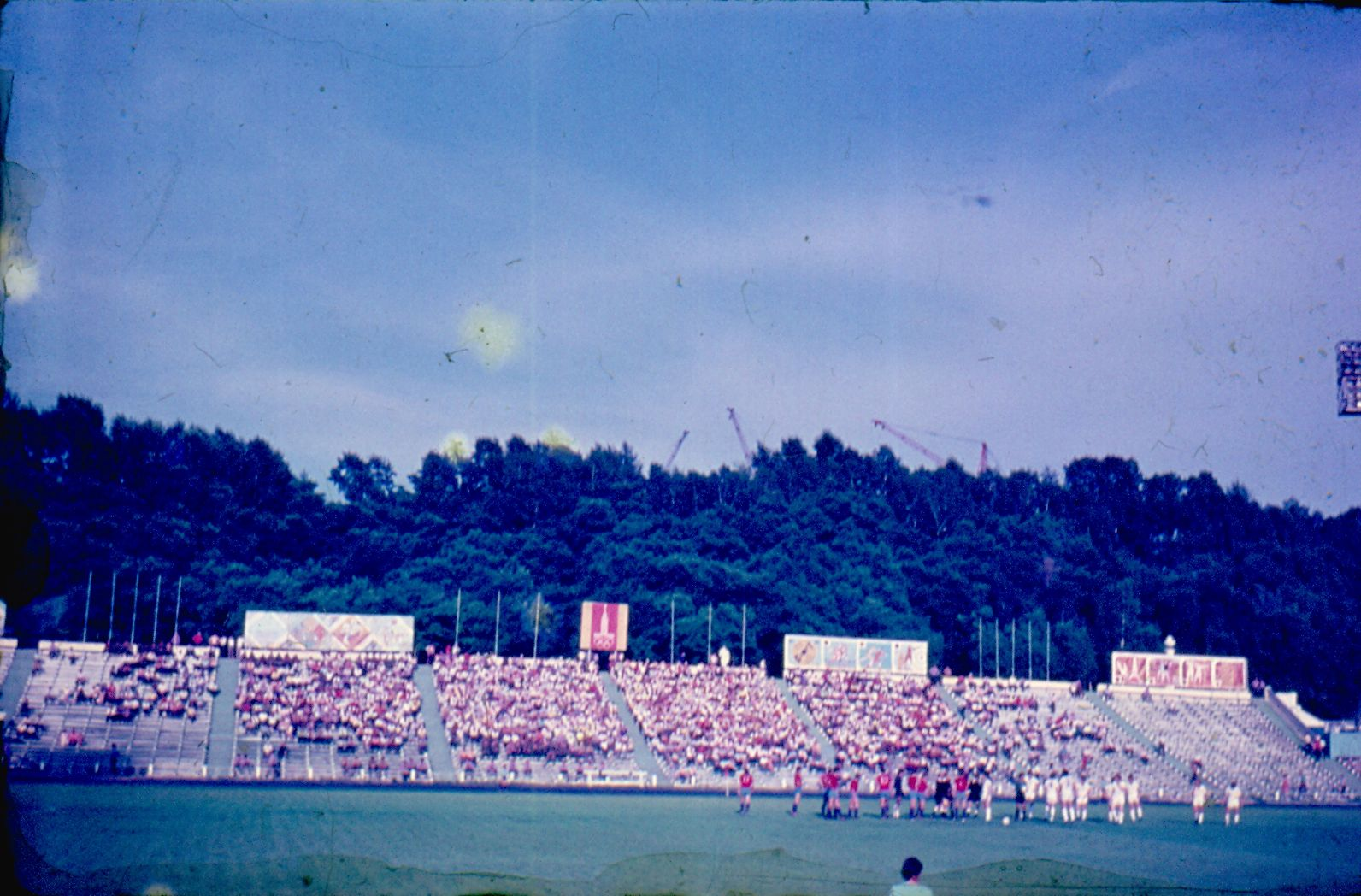
Mecz SKA w latach 80. XX wieku

- 1946–1953: DKA Chabarowsk (ДКА Хабаровск)
- 1954: ODO Chabarowsk (ОДО Хабаровск)
- 1955–1956: DO Chabarowsk (ДО Хабаровск)
- 1957: OSK Chabarowsk (ОСК Хабаровск)
- 1957–1959: SKWO Chabarowsk (СКВО Хабаровск)
- 1960–1999: SKA Chabarowsk (СКА Хабаровск)
- 1999–2016: SKA-Eniergija Chabarowsk (СКА-Энергия Хабаровск)
- 2016–...: SKA-Chabarowsk (СКА-Хабаровск)

Klub powstał w 1946 roku, założony przez miejscowych oficerów Armii Radzieckiej.
W czasach Związku Radzieckiego klub występował w Klasie B lub Drugoj Lidze, często spadając lub awansując. Kilkukrotnie też zmieniał nazwy.
Od 2002 przez 16 kolejnych sezonów występował nieprzerwanie w rosyjskiej Pierwszej Dywizji.
W maju 2017 po wygranym barażu z FK Orenburg, klub po raz pierwszy w swojej historii awansował do Priemjer-Ligi.
Będąc absolutnym beniaminkiem w najwyższej lidze drużyna źle zniosła trudy sezonu, związane z dalekimi przelotami na mecze wyjazdowe, i ostatecznie zajęła ostatnie ligowe miejsce, tracąc szanse na utrzymanie po przegranej z Dinamo Moskwa (0–1) w 27. kolejce. Natomiast w Pucharze Rosji 2017/18 klub z Chabarowska dotarł do ćwierćfinału, co jest jego najlepszym pucharowym osiągnięciem.

## Osiągnięcia
- 5. miejsce w Klasie B ZSRR, finał: 1961
- 1/8 finału Pucharu ZSRR: 1986
- 4. miejsce w Rosyjskiej Pierwszej Dywizji: 2017
- 1/4 finału Pucharu Rosji: 2018